# Obszary (Bielsko-Biała)
Obszary – dzielnica zwyczajowa Bielska-Białej położona między Białą a Komorowicami. Jej obszar pokrywa się z granicami osiedla (jednostki pomocniczej gminy) o nazwie Biała Północ, będąc jednocześnie podzielonym między obręby ewidencyjne Komorowice Krakowskie, Lipnik i Hałcnów. Dla całości lub części dzielnicy stosuje się również nazwy Zabawa oraz Osiedle Rosta. Przeważa tu zabudowa jednorodzinna, z wyjątkiem części południowej i zachodniej, która ma charakter przemysłowy.

## Położenie
Granice osiedla Biała Północ wyznaczają:
- na północy: ulica Ceramiczna, Cegielniania, linia prowadząca na południe od ulicy Wajdeloty i ulica Niepodległości – granica z Komorowicami Krakowskimi
- na wschodzie: ulica Niepodległości i Wyzwolenia – granica z Hałcnowem
- na południu: linia kolejowa nr 117 – granica z osiedlem Biała Wschód
- na zachodzie: rzeka Biała – granica z Dolnym Przedmieściem i Komorowicami Śląskimi

Granice dawnych wsi, na pograniczu których dzielnica się rozwinęła, odzwierciedlają obręby ewidencyjne. Zdecydowana większość Obszarów należy do obrębu Komorowice Krakowskie. Ulica Bukietowa, kompleks przemysłowy Nemak Poland przy ulicy Komorowickiej oraz obszar na południe od ulicy Konwaliowej i rzeki Krzywej wokół stacji kolejowej Bielsko-Biała Wschód są częścią obrębu Lipnik. Niewielki fragment pomiędzy ulicą Czerwoną, Niepodległości i Baczyńskiego należy do obrębu Hałcnów.
Równolegle do nazwy Obszary funkcjonują zwyczajowo i na mapach określenia Zabawa oraz Osiedle Rosta. Zabawa często odnoszona jest do części zachodniej wokół ulicy Komorowickiej, a Osiedle Rosta do zabudowań na północ od kościoła Matki Bożej Fatimskiej, lecz nie jest to regułą.

## Historia

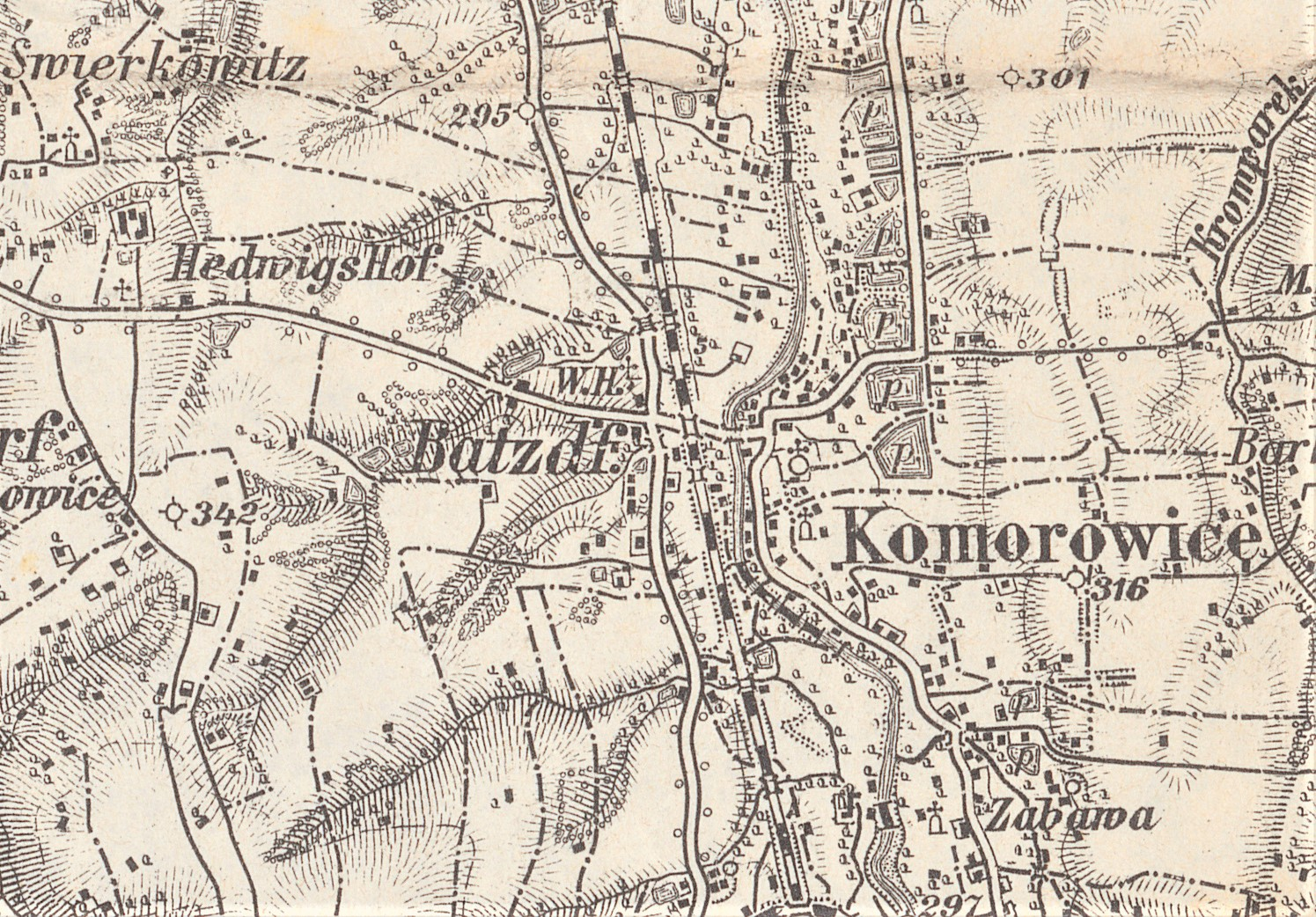
Mapa Komorowic z 1912 z zaznaczeniem folwarku Zabawa

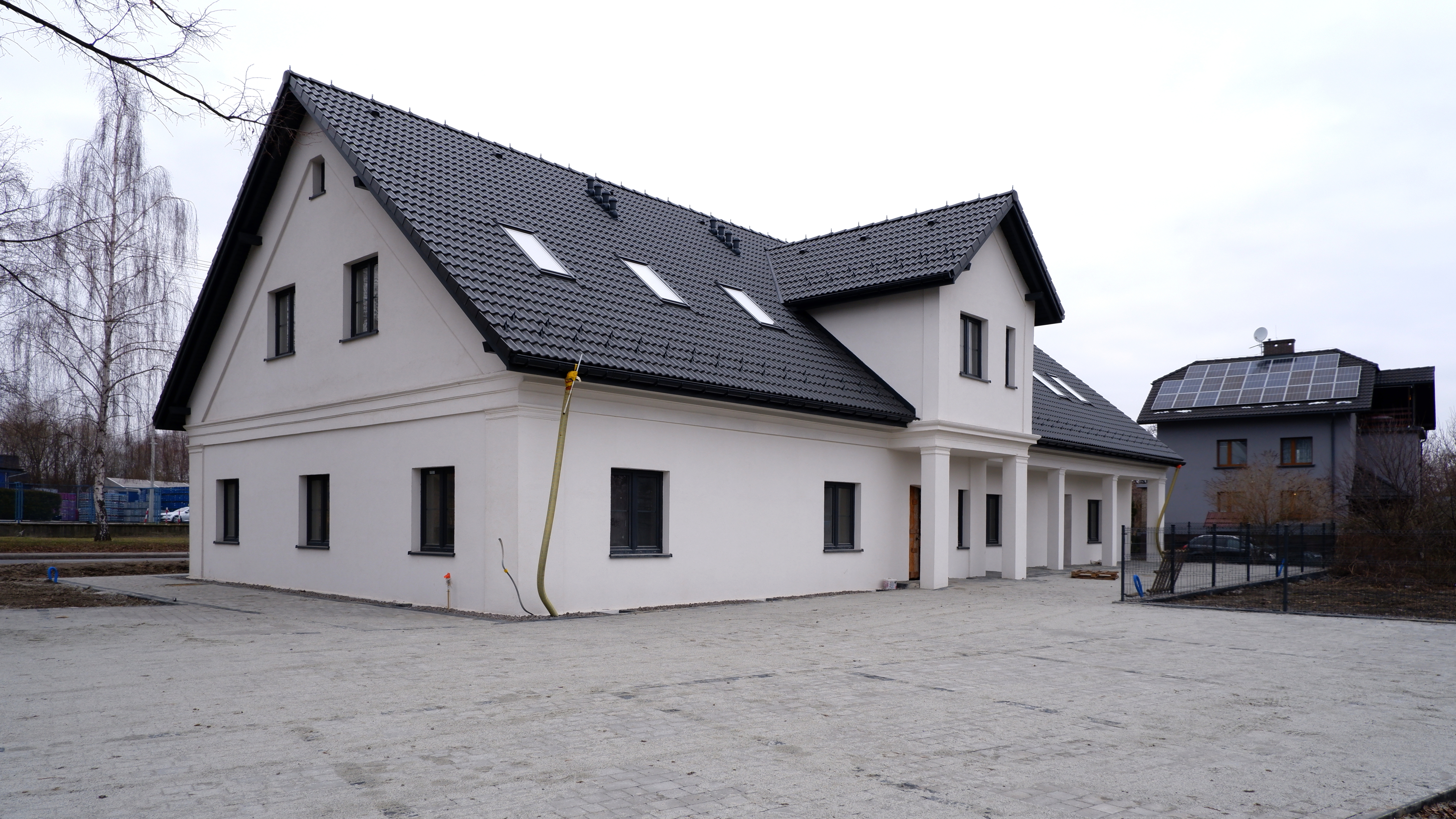
Komorowicka 170 – prawdopodobna pozostałość dawnego folwarku Zabawa

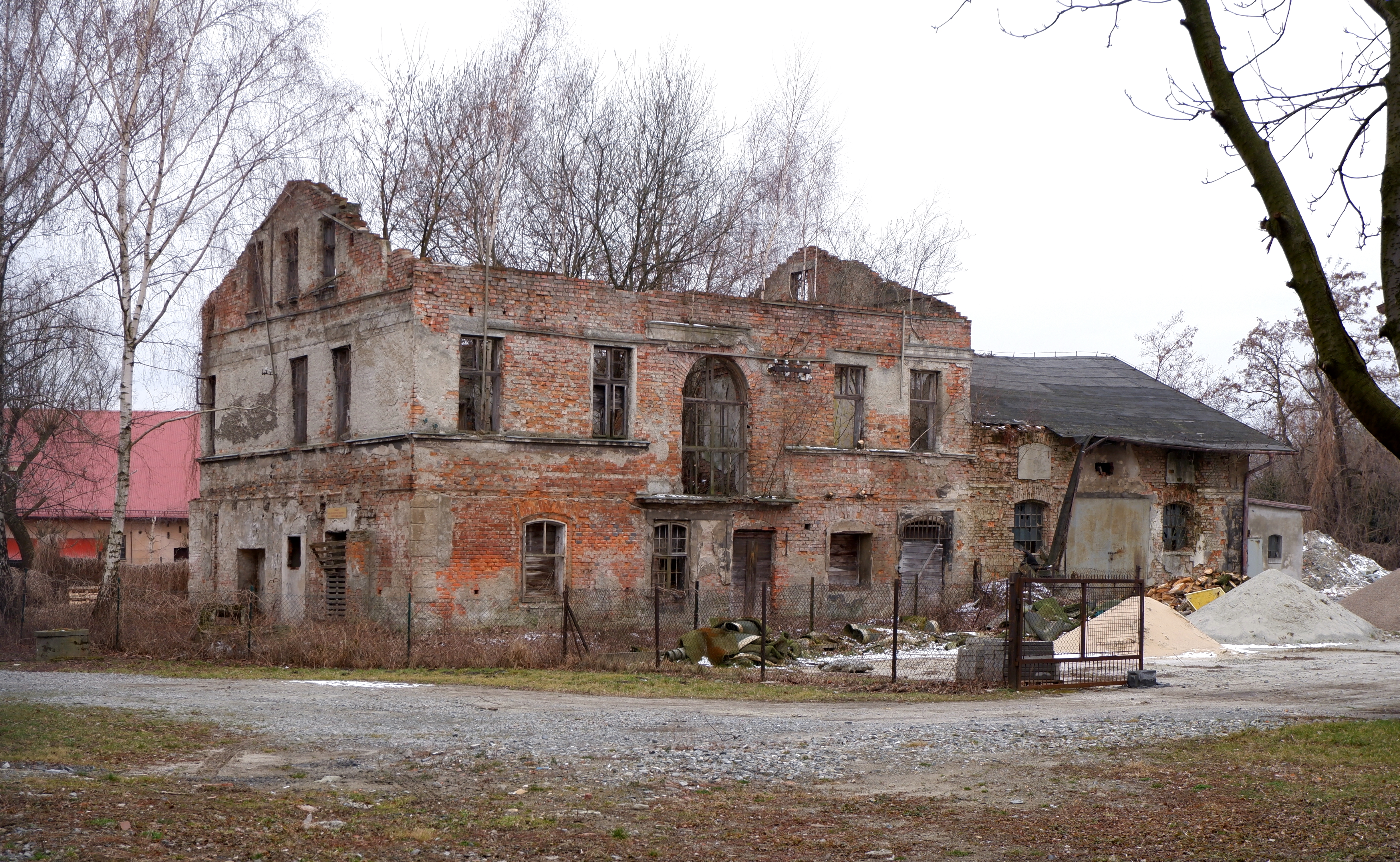
Ruiny dworu Rosta

Dzielnica rozwinęła się na pograniczu dawnych wsi Komorowice (Krakowskie), Lipnik i Hałcnów. Do połowy XX wieku zabudowa skupiała się wzdłuż ulicy Komorowickiej, drogi wyjazdowej z Białej. Nazwa Zabawa wywodzi się od folwarku o tej nazwie ulokowanego niedaleko mostu na Krzywej (jako ostatnie jego pozostałości bywają identyfikowane budynki nr 170 i 115). Nieopodal w rejonie dzisiejszej ulicy Ceramicznej i Cegielnianej Emanuel Rost junior uruchomił cegielnię i stworzył niewielkie założenie pałacowo-parkowe nazywane „dworem Rosta”, od którego z kolei pochodzi nazwa Osiedle Rosta. Historia terminu Obszary może sięgać XVI wieku, w inwentarzu Lipnika z 1508 pojawia się wzmianka o kilku kmieciach osadzonych poza właściwym terenem wsi, na Obszarze. Według jednej z hipotez chodzi właśnie o dzisiejsze Obszary, które wtedy jeszcze w całości byłyby zaliczane do Lipnika.

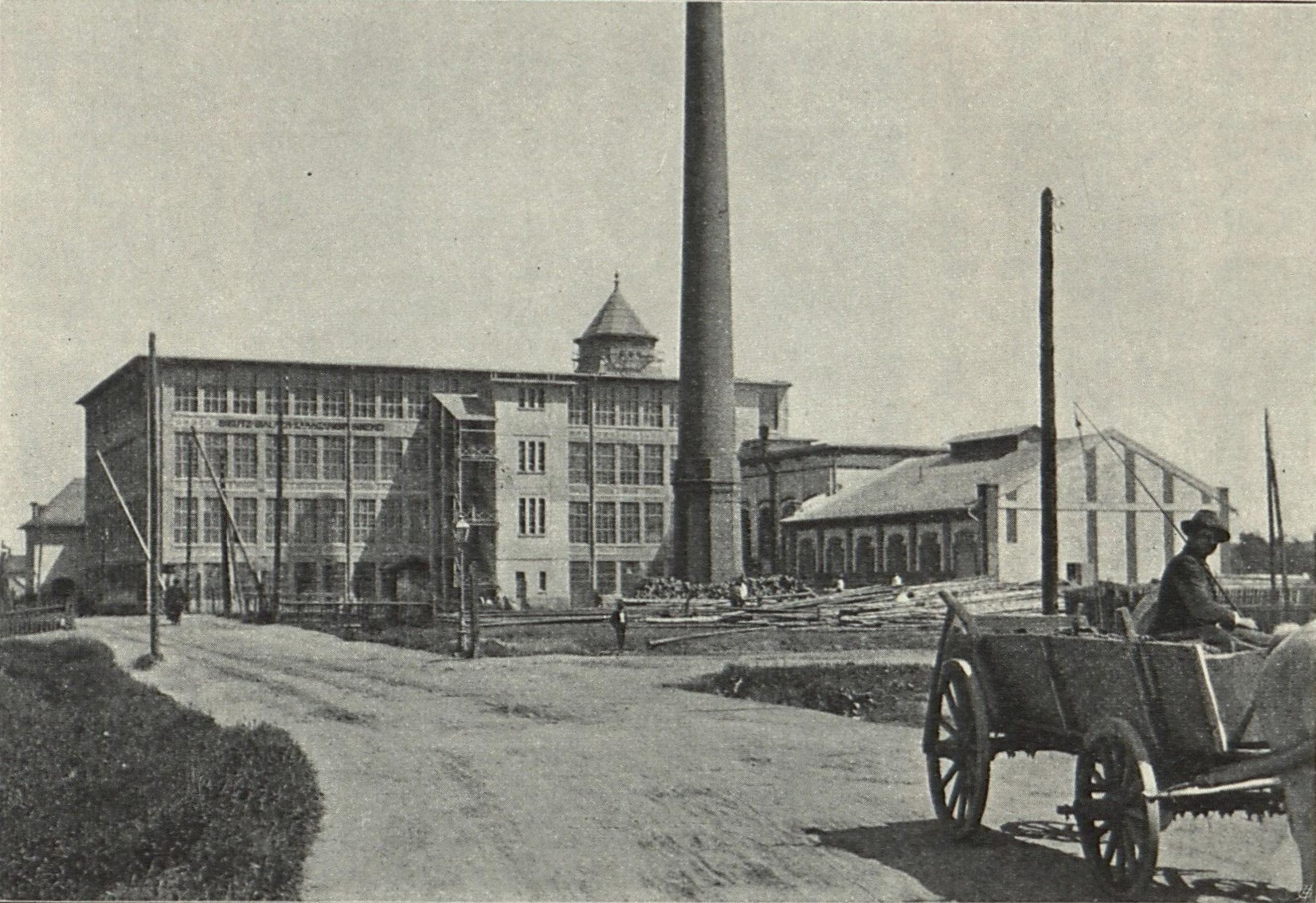
Bielsko-Bialska Przędzalnia Kamgarnu w trakcie budowy

Najstarszym obiektem przemysłowym w rejonie Obszarów była założona w 1878 fabryka włókiennicza Schulza i Zipsera przy ulicy Komorowickiej w miejscu dzisiejszych  zakładów Nemak Poland. W 1888 otwarto linię kolejową z Bielska do Kalwarii Zebrzydowskiej biegnącą w jej pobliżu wraz ze stacją kolejową dla miasta Białej – obecnie Bielsko-Biała Wschód. W latach 1907–1908 naprzeciwko wspomnianej fabryki i w sąsiedztwie stacji wzniesiono Bielsko-Bialską Przędzalnię Kamgarnu – późniejsze Zakłady Przemysłu Włókienniczego WELDORO. Dla jej pracowników powstał w 1912 wielorodzinny budynek mieszkalny (familok) przy dzisiejszej ulicy Konwaliowej. W 1909 rozpoczęła działalność fabryka frezów, śrub i nitów Theodor Pollak & Sohn, w miejscu której znajdują się dziś zakłady Bispol przy ulicy Towarowej. Dalsza industrializacja południowej i zachodniej części Obszarów nastąpiła w okresie powojennym w związku z powstaniem Zakładów Metalowych im. Juliana Marchlewskiego, które w 1972 wcielone zostały do Fabryki Samochodów Małolitrażowych. Między ulicą Komorowicką a rzeką Białą powstał w latach 70. szereg zakładów pomocniczych FSM.
Niewielki fragment dzielnicy obejmujący teren, na którym powstały później dwie fabryki włókiennicze, należał od 1832 do gminy Przedmieście Biała (Vorstadt Biala) i w 1872 został przyłączony do miasta Białej. Wraz z wcieleniem Lipnika w 1925 jego częścią stał się też obszar na południe od rzeki Krzywej wokół dworca kolejowego. W 1955 włączono w granice Bielska-Białej komorowicką część Obszarów położoną na południe od ulicy Czerwonej, a z dniem 1 stycznia 1969 rejon wokół ulicy Cegielnianej aż po dwór Rosta. Reszta została przyłączona wraz z całymi Komorowicami Krakowskimi w 1977.
W II połowie XX wieku nastąpił intensywny rozwój zabudowy jednorodzinnej na Obszarach. Na przełomie lat 70. i 80. wybudowano jako element północnej obwodnicy miasta okalająca dzielnicę dwujezdniową ulicę Niepodległości. Jej część została w XXI wieku przekształcona w odcinek drogi ekspresowej S1 (wcześniej S69), na którym w 2011 oddano do użytku bezkolizyjny węzeł Rosta. W latach 1987–2000 wzniesiono katolicki kościół parafialny pod wezwaniem Matki Bożej Fatimskiej. W 2002 utworzono na terenie Obszarów osiedle (jednostkę pomocniczą gminy) Biała Północ, które w 2017 zamieszkiwało 2696 osób.

## Galeria

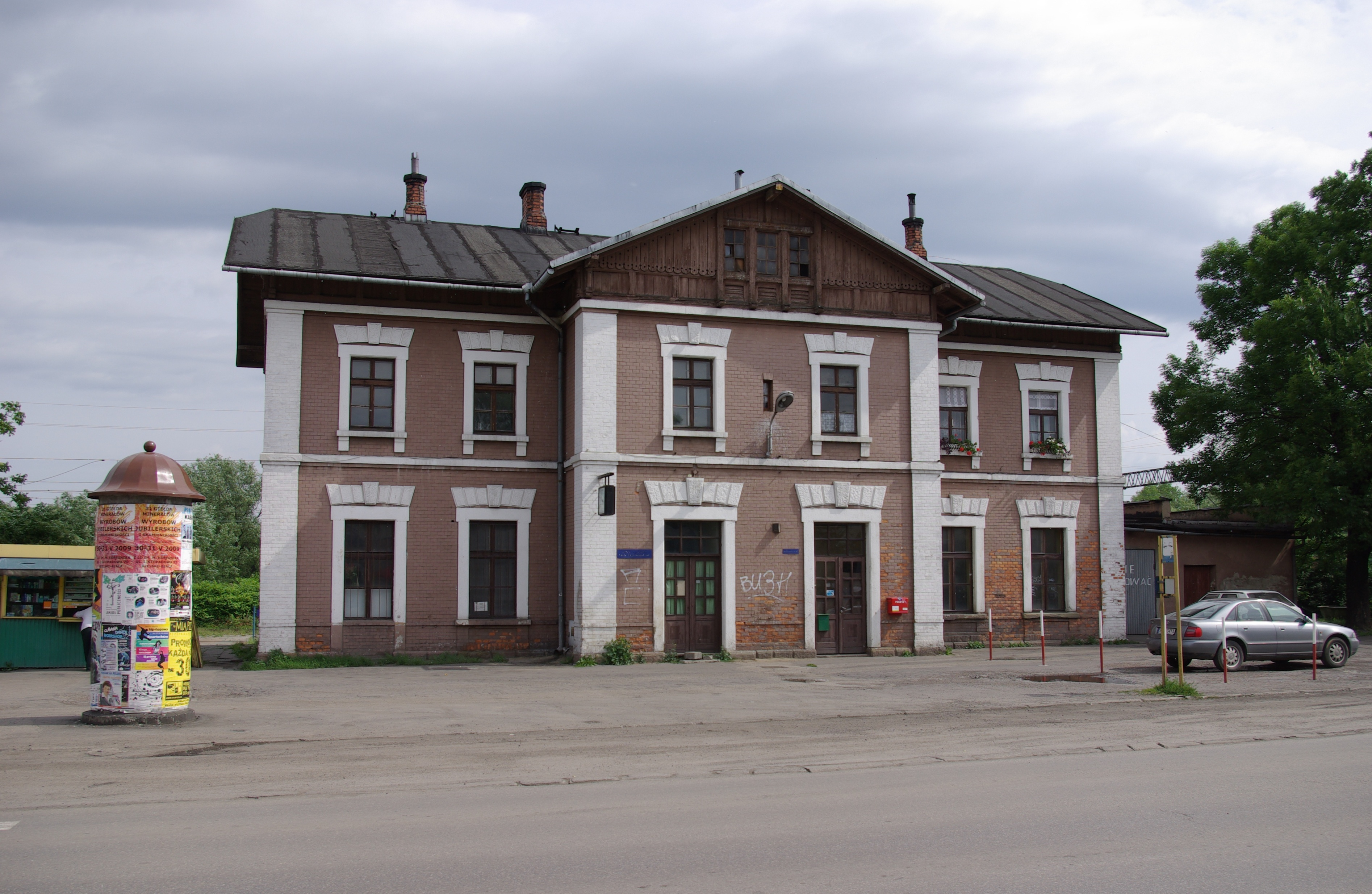
Stacja kolejowa Bielsko-Biała Wschód
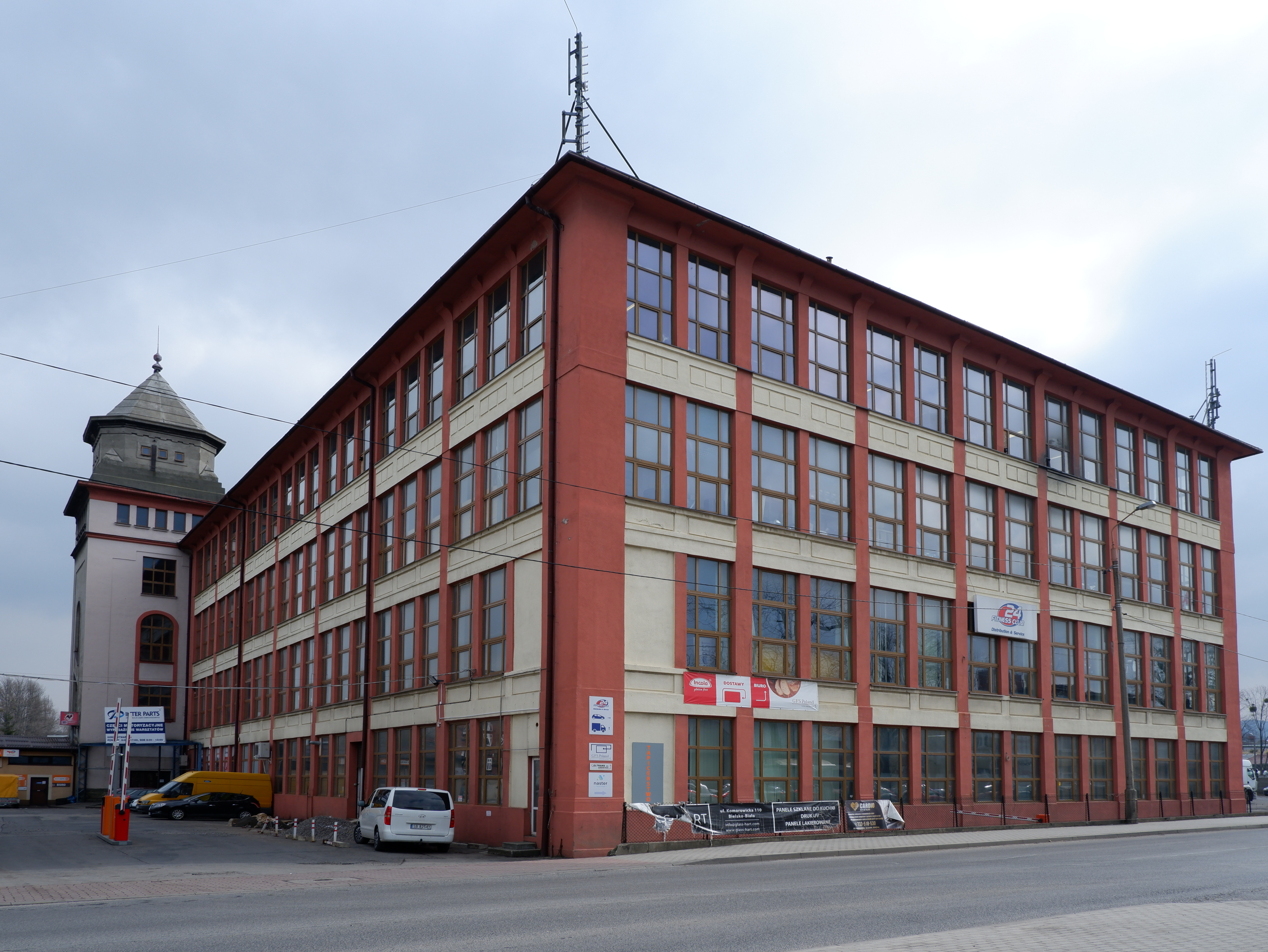
Dawne zakłady włókiennicze WELDORO
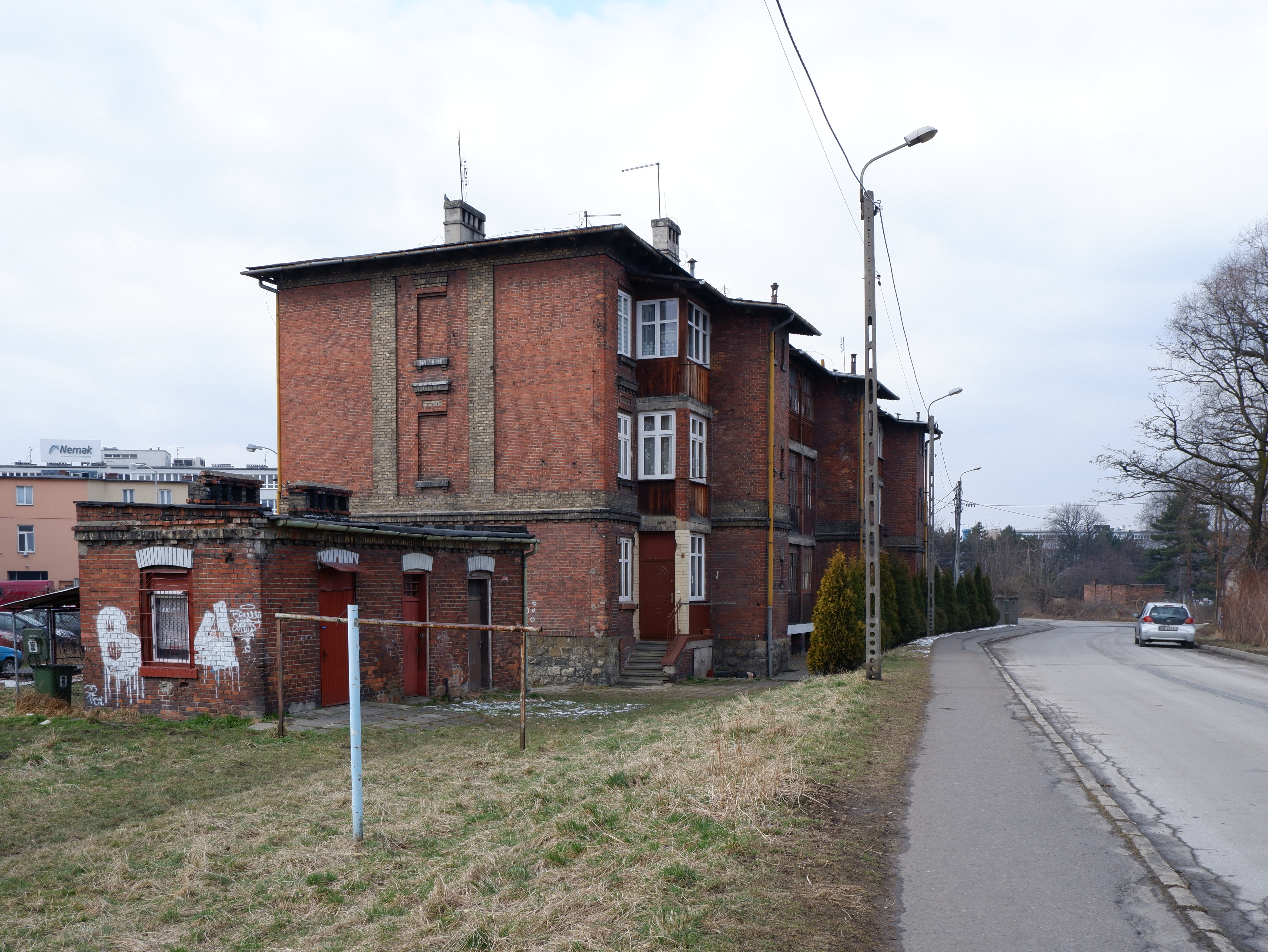
Familok przy ulicy Konwaliowej
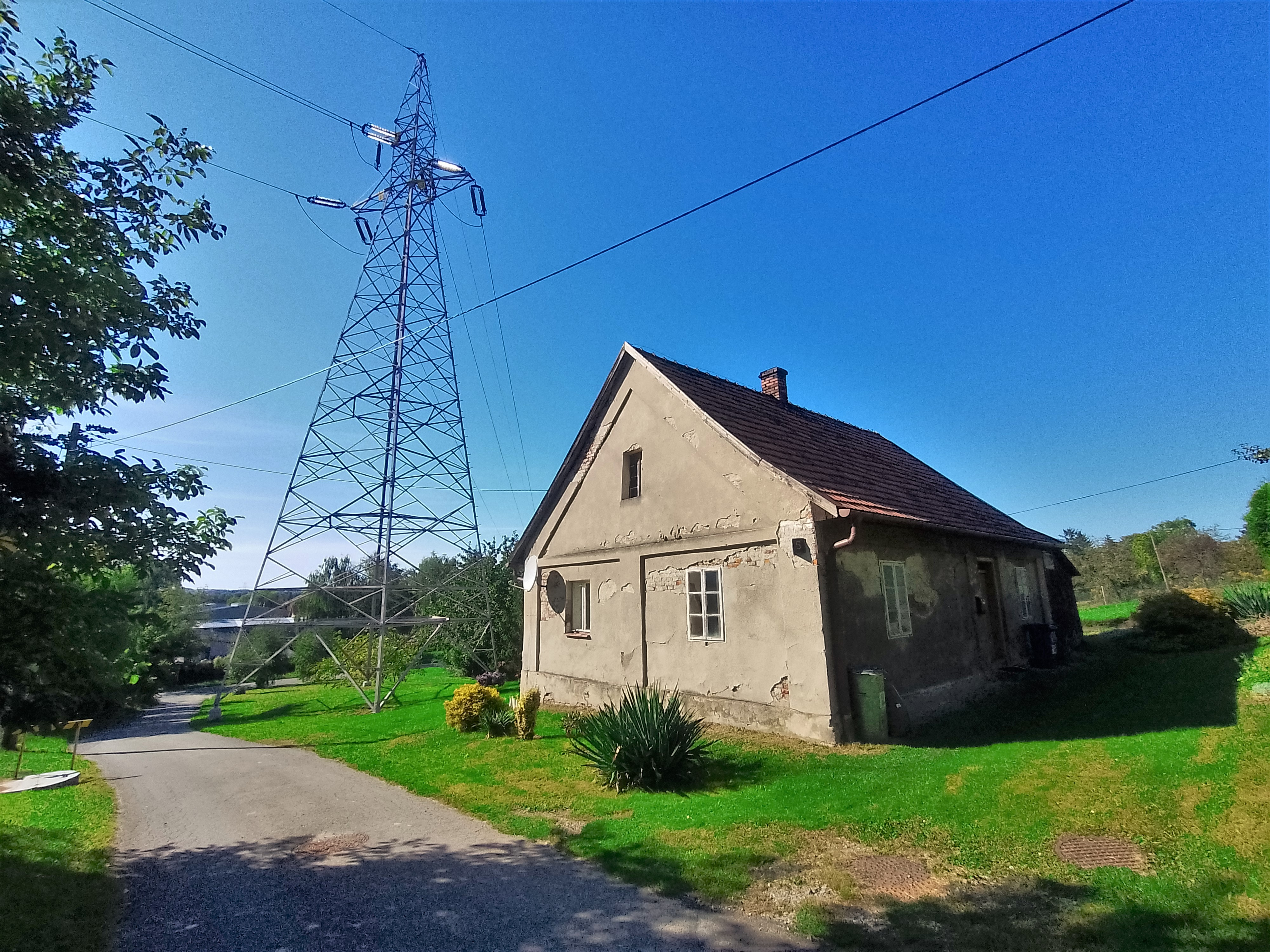
Pozostałości wiejskiej zabudowy przy ulicy Bursztynowej
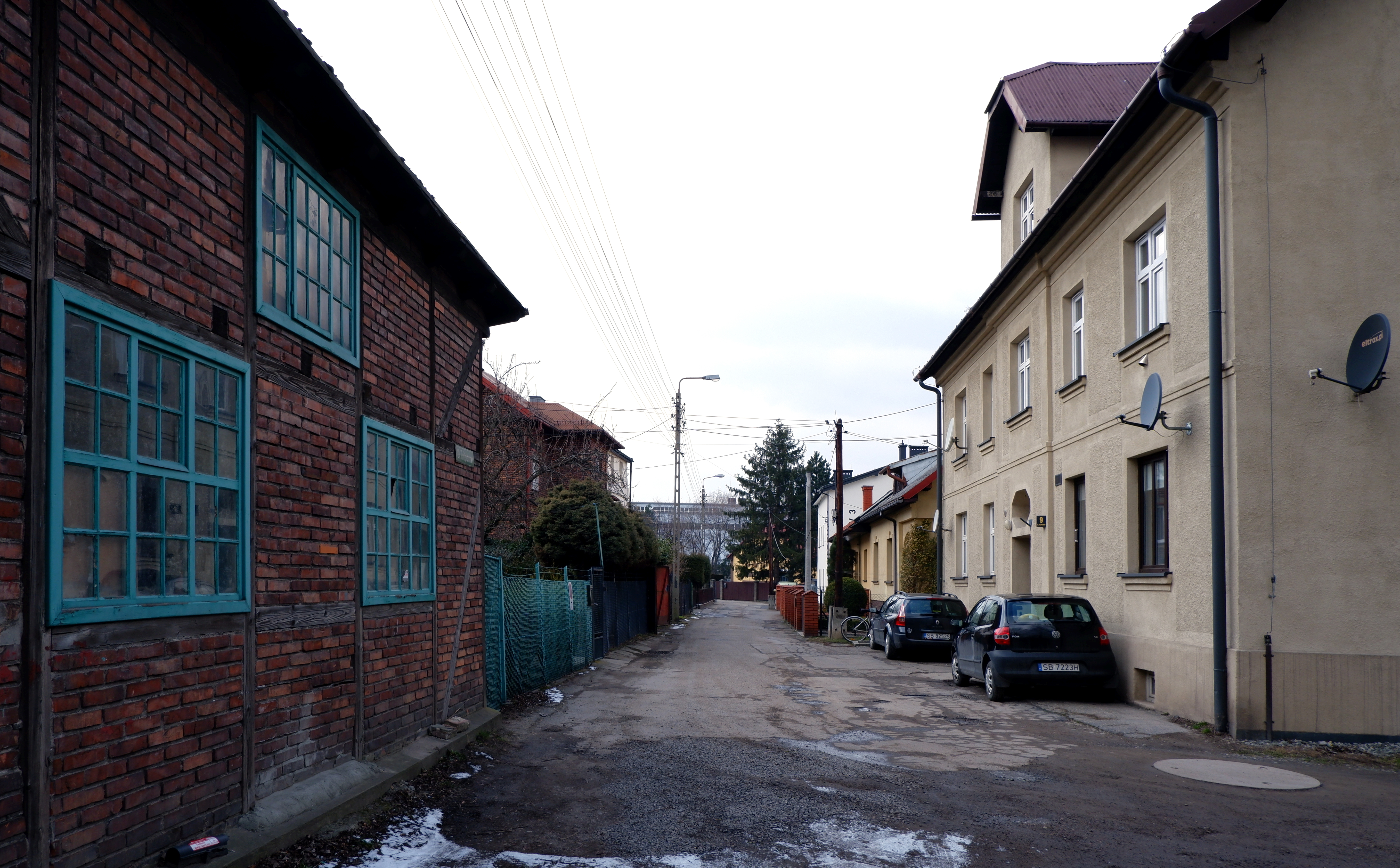
Ulica Tulipanów
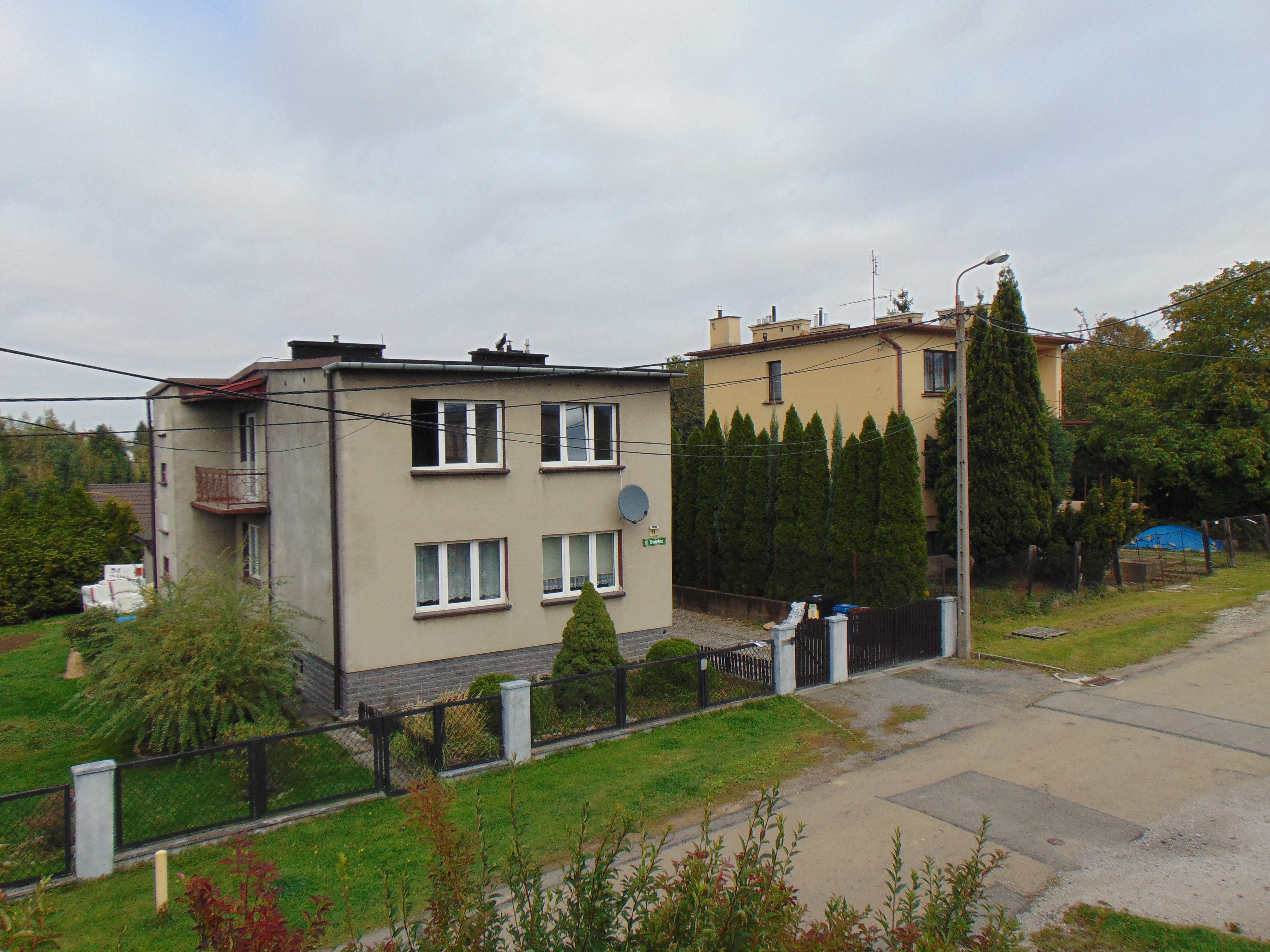
Domy jednorodzinne przy ulicy Kwietnej
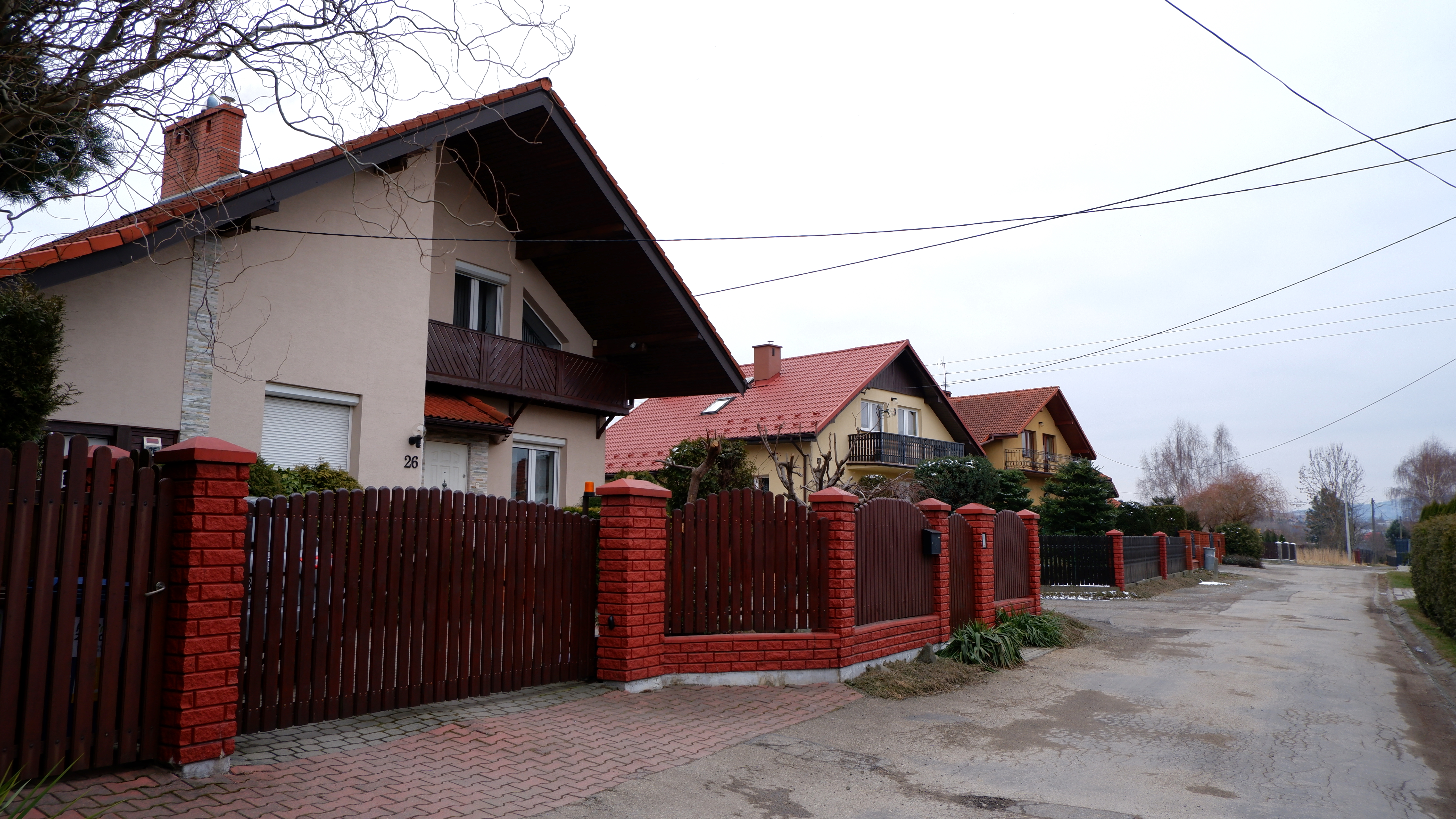
Ulica Narcyzów
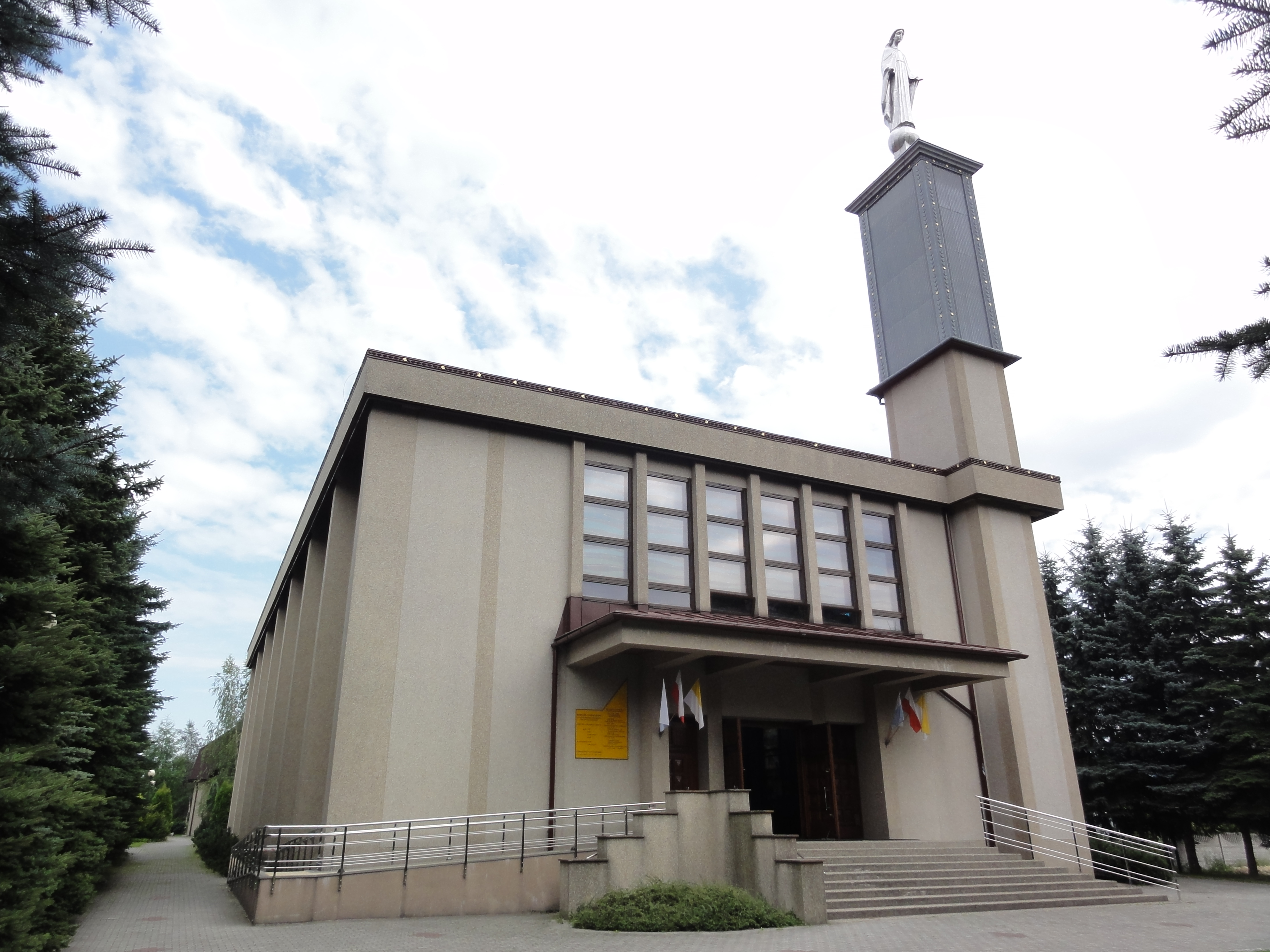
Kościół Matki Bożej Fatimskiej